# Dobrivka, Prîazovske
Dobrivka (în ucraineană Добрівка) este localitatea de reședință a comunei Dobrivka din raionul Prîazovske, regiunea Zaporijjea, Ucraina.

## Demografie
Componența lingvistică a localității Dobrivka
     Rusă (81,51%)
     Ucraineană (18,26%)
     Alte limbi (0,22%)
Conform recensământului din 2001, majoritatea populației localității Dobrivka era vorbitoare de rusă (81,51%), existând în minoritate și vorbitori de ucraineană (18,26%).